# Акантоз
Акантоз — розлита гіперплазія надшкір'я. Під терміном розуміється потовщення мальпіґієвого шару (основного й остистого шарів) надшкір'я.